# Абасан (Сан-Кріштован)
41°24′39″ пн. ш. 8°16′13″ зх. д. / 41.410864° пн. ш. 8.270180° зх. д.
Абаса́н (порт. Abação, МФА: [ɐ.bɐ.ˈsɐ̃w]) — колишнє село і парафія в Португалії, в муніципалітеті Гімарайнш. Перебувала у складі округу Брага. За старим адміністративним поділом входила до провінції Міню. Підпорядковувалася Бразькому архієпископству. Розташовувалося в Горах святої Катерини (порт. Serra de Santa Catharina). Патрон — святий Тома. У XVI столітті увійшло до складу парафії Сан-Кріштован. Населення — 321 ос. (1904); мало 72 домогосподарства. Відстань до муніципального центру — близько 3 км. Також — Аббаса́н (порт. Abbação, МФА: [ɐb.bɐ.ˈsɐ̃w]).